# Championnat d'Amérique du Sud masculin de volley-ball 1971
Le 9e championnat d'Amérique du Sud de volley-ball masculin s'est déroulé en 1971 à Montevideo ( Uruguay).

## Classement final
| Place              | Équipe    |
| ------------------ | --------- |
| Médaille d'or      | Brésil    |
| Médaille d'argent  | Uruguay   |
| Médaille de bronze | Argentine |
| 4                  | Chili     |
| 5                  | Colombie  |
| 6                  | Pérou     |
| 7                  | Paraguay  |
| 8                  | Bolivie   |